# Ulises Váldez
Ulises Váldez Cabrera (* 14. April 1948 in Las Villas) ist ein ehemaliger kubanischer Radrennfahrer.

## Sportliche Laufbahn
Váldez war im Straßenradsport und im Bahnradsport aktiv. Er war Teilnehmer der Olympischen Sommerspiele 1968 in Mexiko-Stadt.
Das olympische Straßenrennen beendete er nicht. Bei den Wettbewerben auf der Bahn schied er im Tandemrennen mit Juan Reyes als Partner in den Vorläufen aus.
Bei den Zentralamerika- und Karibikspielen 1974 holte er mit Raúl Marcelo Vazquez, Juan Rivera, Antonio Madera und Héctor Marcos die Goldmedaille in der Mannschaftsverfolgung.